# Тонга на летних Олимпийских играх 2008
Тонга принимала участие в летних Олимпийских играх 2008 в седьмой раз за свою историю, но не завоевала ни одной медали. Сборную страны представляли трое спортсменов (в том числе - одна женщина), принимавшие участие в соревнованиях по лёгкой и тяжёлой атлетике.

## Лёгкая атлетика
Спортсменов - 2
Мужчины
| Спортсмен  | Вид   | Забег     | Забег | Четвертьфинал | Четвертьфинал | Полуфинал | Полуфинал | Финал     | Финал     |
| Спортсмен  | Вид   | Результат | Место | Результат     | Место         | Результат | Место     | Результат | Место     |
| ---------- | ----- | --------- | ----- | ------------- | ------------- | --------- | --------- | --------- | --------- |
| Аисеа Тохи | 100 м | 11,17     | 71    | Не прошёл     | Не прошёл     | Не прошёл | Не прошёл | Не прошёл | Не прошёл |

Женщины
| Спортсмен   | Вид           | Квалификация | Квалификация | Финал     | Финал     |
| Спортсмен   | Вид           | Результат    | Место        | Результат | Место     |
| ----------- | ------------- | ------------ | ------------ | --------- | --------- |
| Ана Поухила | Толкание ядра | 16,42        | 27           | Не прошла | Не прошла |

### Тяжёлая атлетика
Спортсменов - 1
Мужчины
| Спортсмен        | Категория    | Масса  | Рывок | Рывок | Рывок | Рывок | Толчок | Толчок | Толчок | Толчок | Сумма | Место |
| Спортсмен        | Категория    | Масса  | 1     | 2     | 3     | Место | 1      | 2      | 3      | Место  | Сумма | Место |
| ---------------- | ------------ | ------ | ----- | ----- | ----- | ----- | ------ | ------ | ------ | ------ | ----- | ----- |
| Маамалоа Лолохеа | Свыше 105 кг | 135,13 | 127   | 135   | 140   | 13    | 173    | 185    | 185    | 13     | 313   | 13    |